# Supatá (ort)
Supatá är en ort i Colombia.   Den ligger i departementet Cundinamarca, i den centrala delen av landet, 50 km norr om huvudstaden Bogotá. Supatá ligger 1 778 meter över havet och antalet invånare är 1 907.
Terrängen runt Supatá är kuperad åt nordväst, men åt sydost är den bergig. Runt Supatá är det ganska tätbefolkat, med 83 invånare per kvadratkilometer. Närmaste större samhälle är Pacho, 11,7 km nordost om Supatá. Omgivningarna runt Supatá är en mosaik av jordbruksmark och naturlig växtlighet.